# Sebastià Santandreu i Sancho
Sebastià Santandreu Sancho (Son Sardina, Palma, 1907 - Koktebel, Crimea, 1982).
Fou un picapedrer mallorquí anarquista. Membre de la Confederació Nacional del Treball (CNT) des de 1931, va participar en la Guerra Civil Espanyola en el 20è batalló d'obres i fortificacions als fronts de Terol i de l'Ebre. Després de la guerra, s'exilià a França on va quedar internat als camps d'Argelers-Sur-Mer i a Bram. Posteriorment, seria reclutat per una Companyia de Treballadors Estrangers (CTE) francesa per treballar al departament de Cher. D'allà estant, l'octubre de 1940, sol·licitaria asil polític a Mèxic.
El 1941, amb l'ocupació nazi del país, fou enviat com a mà d'obra forçosa a Alemanya. Ubicat a Berlín, fou confinat al campament del barri de Rumelsburg on s’acomplí com a ajudant de transports a una empresa de productes carnis. El 1945, durant els últims dies de la guerra mundial, feu part del grup d’espanyols que van assaltar l’ambaixada franquista a Berlín davant la imminent victòria dels aliats. El grup s’apropià de les fitxes i els expedients dels elements que Franco havia tramès per ajudar els nazis. Finalment, van hissar la bandera republicana al balcó i s'hi van estar quinze dies allotjats.
Això no obstant, amb l’alliberació definitiva de la ciutat, els soviètics en van recelar i els van detenir. Conduïts cap a la comandància de la ciutat, van romandre presos fins que van ser traslladats a l'URSS. Aleshores foren internats a diversos Gupvi (ГУПВИ) en un periple que s’inicià amb l'entrada al camp nombre 27 de Krasni Bor, a Leningrad. Posteriorment, serien enviats al nombre 74 d’Oranski, a la regió de Nizhni Novgorod i, finalment, al camp nombre 186 d’Odessa, a Ucraïna. Reclosos durant tres anys, serien alliberats el 1948. Davant l'opció de tornar a França o marxar a Amèrica llatina, Sebastià optà per romandre a la Unió Soviètica i passà a laborar com a pagès a un sovkhoz estatal al poble de Koktebel. El 1960 s'afilià al Partit Comunista d'Espanya (PCE).